# Charles McPherson

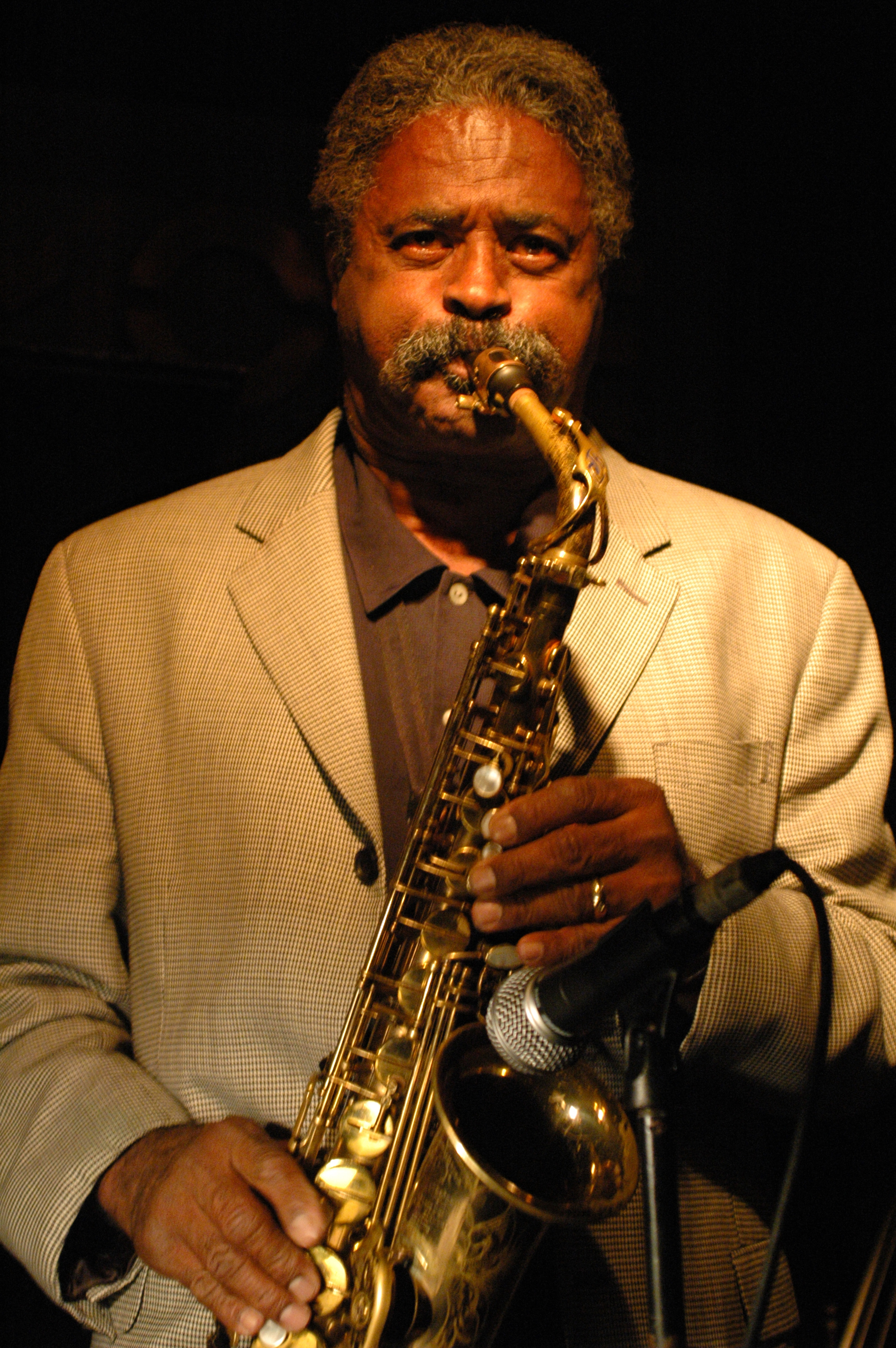
Charles McPherson 2006, 106th and Broadway

Charles McPherson (* 24. Juli 1939 in Joplin, Missouri) ist ein US-amerikanischer Jazzmusiker (Altsaxophon, Tenorsaxophon, Flöte).

## Leben und Schaffen
McPherson wuchs in Detroit auf. Er begann in der Schule auf dem Flügelhorn (weil kein anderes Instrument zur Verfügung stand). Mit 13 Jahren wechselte er auf das Altsaxophon und erhielt wenig später Unterricht in Harmonielehre durch Barry Harris, in dessen Band er auch spielte. Nach dem Studium an der Larry Teal School of Music zog McPherson 1959 nach New York City, wo er Harris und den ebenfalls aus Detroit stammenden Trompeter Lonnie Hillyer wieder traf. Mit Hillyer schloss er sich 1960 Charles Mingus an. Mit Unterbrechungen spielte er bis 1972 in der Band von Mingus, tourte mit ihm durch Europa, spielte auf den Berliner Jazztagen und nahm an den Aufnahmen diverser Alben teil (u. a. Mingus,  Town Hall Concert, Music Written for Monterey, Let My Children Hear Music, Blue Bird und den Konzerten Charles Mingus and Friends in Concert, The Lost Album from Ronnie Scott’s, 1972 sowie Mingus at Carnegie Hall, 1974).
Daneben trat er mit Harris auf, spielte für Art Farmer, Bobby Jones und Lionel Hampton und konnte 1964 seine erste eigene Platte einspielen. 1967 gewann er den Down-Beat-Poll für Saxophonisten, die weitere Beachtung verdienen. Nach weiteren Platten spielte er auf dem Newport Jazz Festival und trat noch einmal 1974 mit Mingus in der Carnegie Hall auf, an dessen Bigband-Produktion Me, Myself An Eye (1978) er auch beteiligt war. 1976 spielte er bei Ronnie Scott’s in London. In den nächsten Jahren trat er mit Dexter Gordon und Howard McGhee, aber auch mit Nat Adderley, mit Charlie Shoemake oder mit Toshiko Akiyoshi auf und wendete sich dem Neobop zu. 2012 leitet er ein gemeinsames Quintett mit Tom Harrell. 2020 legte er mit seinem Quartett das Album Live at San Sebastián Jazz Festival (Quadrant) vor.
Seit 1978 unterrichtete er an der Universität in San Diego, trat aber weiterhin auf; sein Sohn, der Schlagzeuger Chuck McPherson, wurde Mitglied seines Quartetts. In Clint Eastwoods Spielfilm Bird spielte er jene Ensemble- und Soloparts von Charlie Parker, für die nicht auf Originalaufnahmen von Parker zurückgegriffen wurde. McPherson nahm weiterhin Platten unter eigenem Namen auf. 2002 spielte er in der Produktion „Scenes in the City – The Music of Charles Mingus“ als Solist mit dem Jazzorchester des Lincoln Center.

## Diskographische Hinweise
- Jazz Dance Suites (2020), mit Terell Stafford, Lorraine Castellanos, Jeb Patton, Reb Porter, Billy Drummond, David Wong, Yotam Silberstein
- Reverence (Smoke Sessions, 2024), mit Terrell Stafford, Jeb Patton, David Wong, Billy Drummond